# III. Iszlám Giráj krími kán
III. Iszlám Giráj (krími tatárul III İslâm Geray), (1604 – 1654 Július 10., Bahcsiszeráj) krími kán, a török szultán hűbérese.

## Élete
Elődje testvére IV. Mehmed Giráj kán. 1644-ben ültette a török a káni trónra. Kortársai rendkívül kétszínű, könyörtelen és haszonleső embernek ismerték.
1648-ban hozzá folyamodott segítségért a lengyelek ellen Bohdan Hmelnickij zaporzsjei kozák hetman, amit ő megadott. 1649-ben pedig már személyesen vezette hordáit a hetman oldalán. Zbaraż ostrománál diadalmenetük megakadt. A vár felmentésére jött II. János Kázmér lengyel királyt, Zborównál elfogták, de kán fogadta személyesen sátrában és kijátszva kozák szövetségeseit megkötötte a zborówi békét.
Két év múlva újra csatlakozott a kozák–lengyel háborúhoz, de a beresteczkói ütközetben súlyos vereséget szenvedtek, s a csatában elvesztette testvérét Amuratot, valamint jeles murzáját Tuhaj-bejt, s ő maga is megsebesült. A kán kivonult a csatából, mire Hmelnickij utána vágtatott és könyörgött hozzá, hogy térjen vissza. Islam-Girej szörnyen dühös lett, hogy ezek után könyörögni mer hozzá a hetman, ezért elhurcolta. A fogságban Hmelnickij többször próbálta meg rávenni, hogy térjen vissza és mentsék fel az ostromlott kozák szekérvárat, de kán hajthatatlan maradt. Bár később mégis ráállt az újbóli szövetségre és folytatta a háborút a lengyelek ellen. A batohi csatában Hmelnickijjel megverte a lengyel-litván sereget, s nem sokkal ezután bekerítették a II. János Kázmért, de Islam-Girej ismét kijátszotta a kozákokat és egyezséget kötött a királlyal.
1654-ben az orosz-lengyel háború kitörése idején hunyt el, s testvérét Mehmedet a törökök visszahelyezték a káni méltóságba. Mehmed szövetségre lépett János Kázmérral, s a tatárok felégették Moszkvát.